# Ludlow (wieś w Vermont)
Ludlow – wieś w Stanach Zjednoczonych, w stanie Vermont, w hrabstwie Windsor.